# CLAMP IN WONDERLAND
『CLAMP IN WONDERLAND』（くらんぷ いん わんだーらんど）は、1994年にCLAMP自身が企画・製作を担当したオリジナルアニメーションクリップである。
2007年に第2作として「CLAMP IN WONDERLAND2 1995〜2006」が制作され、本作と共にDVDに収録された。

## 内容
第1作
発売当時に連載していたマンガや、それ以前に連載していたマンガのキャラクターが曲に合わせてどたばたコメディを繰り広げるという内容になっている。最後にこのフィルムが映画であることを表すかのように「END」と表示され、その表示が出た、映画館内らしきスクリーンと座席（登場したキャラクター達が座っている）の様子が出る。
エンディングは、メンバーのもこなあぱぱをイメージしたキャラクター「もこな王女」が黄色い傘を差して、雨の中を歩いていく（途中で他のCLAMPメンバーの自画像（当時）から描き起こされたキャラが後ろを通過する）というもの。最後には雨が上がり、もこな王女は傘を閉じて一礼し歩き去る。
第2作
アスペクト比は16:9。
『XXXHOLiC』の世界で「魔法騎士レイアース」を読んでいた侑子に、モコナ＝モドキたちが「この世界へ行きたい」とねだる。そして、四月一日にリュックサックを用意してもらったモコナ＝モドキたちは、まず『魔法騎士レイアース』の世界へ侑子に送ってもらい、そこで様々なキャラクター達と出会う。旅を終えて「ツバサ」の単行本から飛び出した先は本屋で、目の前には登場した作品の単行本が表紙を並べて立ててあった。
エンディングは、いおりょぎが子供用の三輪車（自動車型）をこいで行くというもの。途中でうしゃぎさんが飛んでいき、ムキになって追いかけたりする。

## 登場したキャラクター
詳細は各項を参照。

### 第1作
X
- 司狼神威 / 桃生封真 / 鬼咒嵐 / 有栖川空汰 / 猫依護刃 / 志勇草薙 / 麒飼遊人 / 八頭司颯姫 / 夏澄火煉 / 蒼軌征一狼 / 那たく / 桜塚星史郎

20面相におねがい!!
- 20面相 / 大川詠心

東京BABYLON
- 皇昴流 / 桜塚星史郎 / 皇北都

CLAMP学園探偵団
- 妹之山残 / 鷹村蘇芳 / 伊集院玲 / 梓夜凪砂

新・春香伝
- 春香（チュニャン） / 夢龍（ムロン）

不思議の国の美幸ちゃん
- 美幸 / スケートボードに乗ったバニーさん / 他、『鏡の国の美幸ちゃん』を含む登場人物

魔法騎士レイアース
- 鳳凰寺風 / 龍咲海 / 獅堂光 / モコナ / 魔神レイアース（ロボット型） / 魔神セレス（同左） / 魔神ウィンダム（同左）

聖伝-RG VEDA-
- 阿修羅 / 夜叉王 / 蘇摩 / 竜王 / 倶摩羅天

学園特警デュカリオン
- 宙尊寺絵里依 / 秋海洞威 / 東国丸健多朗 / 長官（妹之山残） / 悪の秘密結社「いものやま商店街」ボス（数寄屋橋寿）

白姫抄
- 白姫

### 第2作
第1作と重複するキャラクターは省略。
X
- 桃生小鳥

XXXHOLiC
- 壱原侑子 / 四月一日君尋 / 百目鬼静 / マルダシ / モロダシ / モコナ＝モドキ

魔法騎士レイアース
- 合体魔神レイアース / プリメーラ

こばと。
- 花戸小鳩 / いおりょぎ

カードキャプターさくら
- ケルベロス / スピネル･サン / 木之本桜 / 李小狼 / 大道寺知世

Wish
- 琥珀（小） / うしゃぎさん

ちょびっツ
- 琴子 / すもも / ちぃ / フレイヤ / 本須和秀樹

合法ドラッグ
- 栩堂風疾 / 火群陸王 / 斎峨 / 花蛍

すき。だからすき
- 旭ひなた / 麻生史郎

ANGELIC LAYER
- ヒカル / 鈴原みさき / 小林虎太郎 / 三原一郎 / 主要人物の天使

CLOVER
- スウ / 琉・F・和彦

ツバサ-RESERVoir CHRoNiCLE-
- サクラ / 小狼 / ファイ / 黒鋼

## スタッフ
第1作
- 原作・オリジナルキャラクターデザイン - CLAMP
- 企画 - 大川七瀬
- 監督・絵コンテ - 浅香守生
- ストーリーボード - 五十嵐さつき、大川七瀬、もこなあぱぱ、猫井みっく
- キャラクターデザイン・作画監督 - 高橋久美子
- 音楽製作 - CLAMP　Co., Ltd.
- プロデューサー - 五十嵐さつき
- 製作プロデューサー - 沢登昌樹、池口和彦、丸山正雄
- 協力 - CLAMP研究所、CLAMP研究所･秘書室、SHELTY Co., Ltd.
- 製作 - アニメイトフィルム

第2作
- 原作・監督 - CLAMP
- 企画 - 大川七瀬
- 演出 - 増原光幸
- キャラクターデザイン・作画監督 - 加藤裕美
- オープニング絵コンテ - もこな
- エンディング絵コンテ - 猫井椿
- プロデューサー - いがらし寒月、大川緋芭
- 制作プロデューサー - 丸山正雄、鹿野郁子
- アニメーション制作 - マッドハウス
- 製作 - パイロテクニスト

## 主題歌
第1作
オープニングテーマ「あなただけのWONDERLAND」
作詞 - 大川七瀬 / 作曲 - 長岡成貢 / 歌 - 広谷順子
エンディングテーマ「『あなた』が『幸せ』であるように」
作詞 - 大川七瀬 / 作曲 - 長岡成貢 / 歌 - 広谷順子
第2作
オープニングテーマ「action!」
作詞・歌 - 坂本真綾 / 作曲・編曲 - h-wonder
エンディングテーマ「Oh!Yeah!!」
作詞 - 伊藤利恵子 / 作曲 - 北川勝利 / 編曲 - ROUND TABLE / 歌 - ROUND TABLE featuring Nino
上記4曲が収録されたCDが発売された。
アニメーションクリップ CLAMP IN WONDERLAND 1&2 主題歌コレクション＜PRECIOUS SONGS＞
2007年10月24日発売、CD型番 VTCL-60003

## CLAMP IN WONDERLAND EX.
- 近代麻雀版
近代麻雀2007年2月1日号に掲載の短編。
- ALL ABOUT CLAMP版
2009年発売『ALL ABOUT CLAMP』で、外伝漫画を2編掲載。
  - 大掃除中の四月一日の前に現れたこばとは、手伝いを申し出るもドジばかりしてしまう。
  - 封真に殺されそうになった瞬間（18.5巻）にミセに飛ばされた神威は、侑子に封真の仲を相談するものの、対価は「地球?」と答えられてしまう。